# Ley de Fitts
En los estudios de interacción humano-computadora (IHC) se conoce la ley de Fitts como la velocidad y precisión del movimiento muscular humano para apuntar a un objetivo. La ley de Fitts se usa para modelar el acto de apuntar, tanto en el mundo real (por ejemplo, con una mano o dedo) como en los ordenadores (por ejemplo, con un ratón). Esta ley fue publicada por Paul Fitts en 1954.

## El modelo

Ley de Fitts: borrador del tamaño del objetivo W y distancia al objetivo D

Matemáticamente, la ley de Fitts ha sido formulada de varias formas diferentes. Una forma común es la formulación de Shannon (propuesta por Scott MacKenzie, y llamada así por su semejanza con el teorema de Shannon) para movimiento sobre una única dimensión:

{\displaystyle T=a+b\log _{2}\left({\frac {D}{W}}+1\right)}

donde:
- T es el tiempo medio necesario para completar el movimiento (tradicionalmente, los investigadores han usado el símbolo MT, para indicar movement time, «tiempo del movimiento» en inglés),
- a y b son constantes empíricas, y pueden ser determinadas aproximando los datos medidos con una línea recta,
- D es la distancia desde el punto inicial hasta el centro del objetivo (tradicionalmente, se ha usado el símbolo A , indicando la amplitud del movimiento) y
- W es la anchura (width es inglés) del objetivo medida sobre el eje del movimiento; también puede entenderse W como la tolerancia de error permitida en la posición final, dado que el punto final del movimiento debe quedar a +/- W/2 del centro del objetivo.

A partir de la ecuación, vemos un compromiso velocidad-precisión relacionado con el acto de apuntar, donde los objetivos que son más pequeños o están más lejos necesitan más tiempo para ser alcanzados.

## Éxito y consecuencias de la ley de Fitts
La ley de Fitts es un modelo inusualmente exitoso y bien estudiado. Los experimentos que reproducen los resultados de Fitts y demuestran su aplicabilidad en situaciones muy diferentes no son difíciles de realizar. Los datos medidos en tales experimentos quedan a menudo sobre una línea recta con un coeficiente de correlación de al menos 0,95, lo que indica que el modelo es muy preciso.
Aunque Fitts sólo publicó dos artículos sobre su ley (Fitts 1954, Fitts y Peterson 1964), cientos de estudios posteriores relacionados con ella aparecen en la literatura sobre interacción persona-ordenador (IPO) y muy probablemente miles de estudios en la más amplia literatura sobre psicomotricidad. La ley de Fitts fue aplicada por primera vez a la IPO por Card, English y Burr (1978), quienes usaron el índice de rendimiento (IP, del inglés index of performance) para comparar diferentes dispositivos de entrada, quedando el ratón en primer lugar. (Este trabajo pionero, según la biografía de Stuart Card, «fue un factor crucial que llevaría a Xerox a introducir comercialmente el ratón».) La ley de Fitts ha podido aplicarse bajo una gran variedad de condiciones, con varios miembros diferentes (manos, pies, miras montadas en la cabeza, ojos), dispositivos (de entrada), entornos físicos (incluso bajo el agua) y poblaciones (jóvenes, ancianos, personas con discapacidades mentales y sujetos drogados). Adviértase que las constantes a, b e IP tienen valores diferentes bajo cada una de estas condiciones.
Desde la llegada de interfaces gráficas de usuario (GUI), la ley de Fitts ha sido aplicada a tareas en las que el usuario debe mover la posición del cursor sobre un objetivo de la pantalla, como un botón u otro widget. La ley de Fitts puede modelar las acciones de point-and-click (señalar y pinchar) y de drag-and-drop (arrastrar y soltar). (Adviértase que arrastrar tiene un IP menor asociado, porque la mayor tensión muscular hace más difícil señalar.) A pesar del atractivo del modelo, debe recordarse que en su forma original y más estricta:
- Se aplica sólo al movimiento en una única dimensión y no al movimiento en dos dimensiones (aunque se ha extendido con éxito a dos dimensiones en la ley de Accot-Zhai).
- Describe respuestas motoras simples de, digamos, la mano humana, fallando al explicar la aceleración software que suele estar implementada para un cursor de ratón.
- Describe movimientos sin entrenamiento, y no los que se realizan tras meses o años de práctica (aunque algunos arguyen que la ley de Fitts modela un comportamiento de tan bajo nivel que el entrenamiento intensivo no supone demasiada diferencia).

Si, como suele afirmarse, la ley sigue siendo correcta para la acción de señalar con un ratón, algunas consecuencias para el diseño de interfaces de usuario son:
- Los botones y otros widgets que hayan de ser señalados en las GUI deben tener un tamaño razonable, siendo muy difícil pinchar en los que sean pequeños.
- Los bordes (por ejemplo la barra de menús en Mac OS) y esquinas de la pantalla son particularmente fáciles de alcanzar porque el puntero queda en el borde de la misma independientemente de cuánto más se mueva el ratón, por lo que puede considerarse que tienen ancho infinito.
- Los menús popup pueden ser usados más rápidamente que los pull-down, al ahorrar desplazamiento el usuario.
- Los elementos de los menús radiales se seleccionan más rápidamente y con una tasa de error menor que los de los menús lineales, por dos razones: porque todos están a la misma corta distancia del centro del menú, y porque sus áreas de selección con forma de cuña (que suele extenderse hasta el borde de la pantalla) son muy grandes.

La ley de Fitts sigue siendo uno de los pocos modelos predictivos de IPO firmes y fiables, junto con la más reciente ley de Accot-Zhai, que deriva de ella.
Véase también la ley de Hick, que modela el tiempo que un usuario tarda en tomar una decisión.

## Algunos detalles matemáticos
El logaritmo de la ley de Fitts se denomina índice de dificultad (ID, del inglés index of difficulty) para el objetivo, y tiene unidades de bits. Puede reescribirse la ley como

{\displaystyle ID=\log _{2}\left({\frac {D}{W}}+1\right)}, siendo {\displaystyle T=a+bID}

Así, las unidades de b son tiempo/bit, por ejemplo milisegundos/bit. La constante a puede ser considerada el tiempo de reacción o el tiempo necesario para pinchar un botón.
Los valores de a y b cambian según las condiciones bajo las que se realiza la acción de apuntar. Por ejemplo, tanto un ratón como un lápiz pueden usarse para señalar, pero tienen asociados diferentes constantes a y b.
Un índice de rendimiento (IP, del inglés index of performance), en bits/tiempo, puede ser definido para caracterizar cómo de rápido puede apuntarse, independientemente de los objetivos concretos considerados. Hay dos convenciones para definir IP: una es IP = 1/b (que tiene la desventaja de ignorar el efecto de a) y la otra es IP = IDmedia/MTmedia (que tiene la desventaja de depender de una «media» ID arbitrariamente elegida). Para una discusión sobre estas dos convenciones, véase Zhai (2002). Cualquiera sea la definición usada, medir el IP de diferentes dispositivos de entrada permite comparar éstos respecto a su capacidad para apuntar.
Ligeramente diferente de la formulación de Shannon es la formulación original de Fitts:

{\displaystyle ID=\log _{2}\left({\frac {2D}{W}}\right)}

Aquí el factor de 2 no es particularmente importante: esta forma del ID puede ser reescrita con dicho factor incluido como cambios en las constantes a y b. El «+1» de la forma de Shannon, sin embargo, sí representa una diferencia respecto a la forma original de Fitts, especialmente para valores bajos de la razón D/W. La forma de Shannon tiene la ventaja de que el ID es siempre no negativo, y ha resultado encajar mejor con los datos medidos.

## Una derivación de la ley de Fitts
Cuando se habla de la ley de Fitts, se deben considerar tres parámetros: el tiempo en el que se debe apuntar el cursor, la distancia que se tiene que transcurrir y el ancho y largo del objetivo.

La ley de Fitts puede derivarse de varios modelos de movimiento. A continuación, se considera uno muy simple que incluye respuestas discretas y deterministas. Aunque este modelo es excesivamente simplista, proporciona cierta intuición sobre la ley.
Considérese que el usuario se mueve hacia el objetivo en una secuencia de submovimientos. Cada uno de estos requiere un tiempo constante t para ser realizado y supone una fracción constante 1-r de la distancia restante hasta el centro del destino, donde 0 < r < 1. Así, si el usuario está inicialmente a una distancia D del destino, la distancia restante tras el primer submovimiento es rD y la distancia restante tras el enésimo submovimiento es rnD. En otras palabras, la distancia restante al centro del destino es una función que decrece exponencialmente con el tiempo. Sea N el número (posiblemente fraccionario) de submovimientos necesario para alcanzar el objetivo, entonces:

{\displaystyle r^{N}D={\frac {W}{2}}}

Despejando N:
| N | {\displaystyle =\log _{r}{\frac {W}{2D}}}                        |                                  |
|   | {\displaystyle ={\frac {1}{log_{2}r}}\log _{2}{\frac {W}{2D}}}   | (porque logxy = (logzy)/(logzx)) |
|   | {\displaystyle ={\frac {1}{log_{2}1/r}}\log _{2}{\frac {2D}{W}}} | (porque logxy = -logx1/y)        |

El tiempo necesario para todos los submovimientos es:

{\displaystyle T=Nt={\frac {t}{log_{2}1/r}}\log _{2}{\frac {2D}{W}}}

Definiendo apropiadamente las constantes a y b, esto puede ser reescrito como

{\displaystyle T=a+b\log _{2}{\frac {D}{W}}}

La anterior derivación es similar a la que figura en Card, Moran y Newell (1983). Para una crítica del modelo determinista de correcciones iterativas, véase Meyer et al. (1990).